# تل و گورستان نصروان
تل و قبرستان نصروان مربوط به دوره ساسانیان - دوره قاجار است و در شهرستان داراب، بخش مرکزی، دهستان نصروان، مجاور روستای نصروان واقع شده و این اثر در تاریخ ۲۳ بهمن ۱۳۸۵ با شمارهٔ ثبت ۱۷۲۶۷ به‌عنوان یکی از آثار ملی ایران به ثبت رسیده است.